# 尼古拉-科茲萊沃市鎮

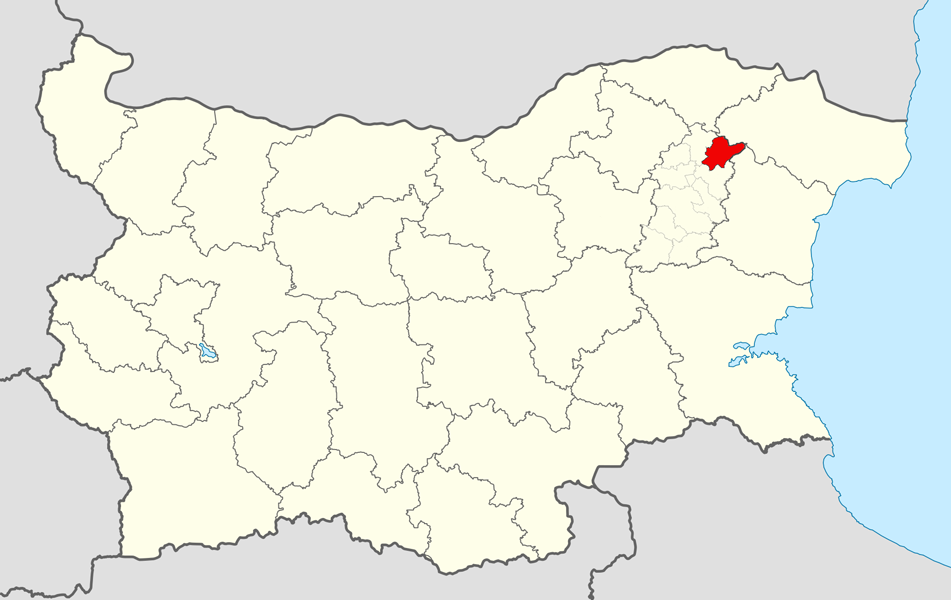

43°32′N 27°12′E / 43.533°N 27.200°E
尼古拉-科茲萊沃市鎮，是保加利亞東北部舒門州的市鎮，行政中心为尼古拉-科茲萊沃，面積265平方公里，2009年人口6,381，人口密度每平方公里24.08人。